# Guillaume Courtet
Pour les articles homonymes, voir Courtet.
Guillaume Courtet (vers 1590 Sérignan, Hérault - 1637 Nagasaki, Japon) est un dominicain et théologien français, martyrisé à Nagasaki.
Il est l'un des premiers Français à pénétrer au Japon.

## Biographie
Guillaume Courtet est probablement depuis le XVIIe siècle le plus populaire des Sérignanais dans sa commune. Cet esprit brillant a choisi très tôt le témoignage total de sa foi en Jésus-Christ. Après tout un itinéraire de prédicateur et de professeur de théologie en Languedoc, en Europe, en Asie, il débarquera clandestinement au Japon et c’est sur une colline de Nagasaki en 1637, qu’il deviendra le premier martyr français au Japon. Au fil des siècles, ses compatriotes lui sont restés très attachés contribuant ainsi au succès, en 1987, d’une cause canonique qui doit tant au chanoine Joseph Estournet.

### L’enfant de Sérignan
C’est à la fin des « guerres de religion » que Sérignan a vu naître et grandir Guillaume Courtet. Le registre des baptêmes manque pour l’année de sa naissance mais tous les documents ultérieurs permettent de la situer en 1590 (ou à la fin de 1589), huit années avant la signature de l’édit de Nantes par Henri IV.
Son père Jehan Cortet (devenu « Courtet » pour garder la prononciation occitane lors de la francisation de la langue au XVIe siècle ?) semble être deuxième consul de Sérignan en 1581. De son mariage avec Barbe Malaure sont issus au moins quatre enfants : Antoine, Marguerite, Guillaume et Alix.
Probablement élève de l’école des chanoines de Sérignan, on peut lui supposer une jeune enfance heureuse au sein d’une famille plutôt aisée. Une plaque, dans la « carriera dels salanquiers » indique l’emplacement de sa maison natale. Ses historiens ont relaté une précoce vocation pour les missions lointaines. Ses propres écrits le confirmeront.
Guillaume a douze ans lorsque sa mère décède. L’année suivante, en 1603, il est choisi comme parrain au baptême d’un fils de Lort, famille seigneuriale de Sérignan depuis un demi-siècle. Cela semble témoigner de la bonne réputation dont il jouissait dans sa ville natale. Il est alors élève à Béziers, vraisemblablement au collège des jésuites.

### Itinéraire en Languedoc
À 15 ans, Guillaume part à l’université de Toulouse pour des études de philosophie et de théologie. Il est déjà décidé à devenir religieux dominicain. À 17 ans, le 15 août 1607, il est admis au noviciat du couvent d’Albi. Et c’est le 15 août 1608 qu’il y prononce ses vœux de « frère prêcheur », plus précisément, dans la toute jeune congrégation de saint Louis qu’a formée Sébastien Michaëlis.
Guillaume retourne alors à Toulouse continuer ses études et se préparer au sacerdoce. Comme à Albi, sa vie exemplaire et ses dispositions intellectuelles vont le faire remarquer de ses supérieurs. À 22 ans, il est nommé « lecteur » de théologie et commence ainsi une activité d’enseignement qu’il poursuivra toute sa vie dans divers pays. Son père est décédé l’année précédente en 1611.
Guillaume est ordonné prêtre en 1614. Dans les années qui suivent, souvent accompagné de ses novices, il a une intense activité de formateur notamment à Toulouse et à Bordeaux.
C’est vraisemblablement le succès de ses activités qui conduira l’ordre à lui confier en 1624, la charge de prieur du grand couvent d’Avignon. Il quitte alors Toulouse avec plusieurs de ses « disciples » pour cet important ministère. En deux années de priorat, le couvent accueillera 10 nouveaux arrivants.

### L’Europe, du nord au sud
Deux ans plus tard, Guillaume est nommé « commissaire » de l’ordre en Europe du Nord avec une mission difficile (qui lui vaudra bien des inimitiés et même une « humiliation fâcheuse ») de propagation de la réforme de Michaëlis. C’est de cette période que date sa merveilleuse lettre du 30 août 1628 récemment retrouvée. Dans cet écrit, il communique un grand nombre d’informations sur la mission qu’il accomplit et, au passage, nous laisse un clair témoignage de sa vocation : il « désire ... demander » au Supérieur Général d’être envoyé vers des pays où il sait qu’il courra les plus grands risques (« les supplices auxquels je me veux exposer »). Ceci est signé neuf années avant son martyre et il affirme dans cette même lettre qu’il a « toujours » eu ce désir.
La route sera longue. En ces temps, seuls l’Espagne et le Portugal peuvent organiser des missions lointaines. Avec l’accord de ses supérieurs, Guillaume va changer de congrégation et arriver à Madrid en 1628. Il va devoir également changer de nom et devient le « Padre Tomas de Santo Domingo ». Il attendra cinq ans de plus avant de pouvoir s’embarquer vers l’Orient. Ces années espagnoles seront surtout pour lui marquées par la préparation (physique, intellectuelle et spirituelle) de sa mission au Japon et une charge d’enseignement de la théologie. Il y est aussi confesseur de l’ambassadeur de France et conseiller spirituel de la reine d’Espagne (Isabelle, fille d’Henri IV).

### Le clandestin du Japon
À la fin de 1634, Guillaume est enfin autorisé avec une vingtaine d’autres religieux à s’embarquer pour les Philippines via le Mexique. Ils arrivent à Manille le 24 juin 1635. Et là, tout en préparant intensément sa mission au Japon, il est à nouveau professeur de théologie.
Partir pour le Japon n’était pas simple. Le christianisme y avait été très bien accueilli avec l’arrivée de saint François Xavier le 15 août 1549. Quarante années plus tard, on y comptait 200 000 fidèles lorsque commencèrent les persécutions des chrétiens au Japon.
Après les 26 premiers martyrs crucifiés en 1597 (martyrs du Japon), c’est une véritable politique d’élimination totale du christianisme qui se met en place. Elle s’accompagnera d’une fermeture quasi complète du pays. Cette persécution des chrétiens au Japon durera deux siècles et demi et fera peut-être deux cent mille martyrs. Ponctuellement, les appels de détresse des chrétiens japonais demandant des prêtres parvenaient toutefois à Manille. Le départ du groupe du père Courtet fut probablement accéléré pour répondre à ces appels.
Le débarquement au Japon se devait évidemment d’être clandestin. Le départ de Manille le fut aussi, car interdit par le gouverneur espagnol qui craignait des représailles japonaises : il fit détruire la première embarcation construite par les pères. Mais le 10 juin 1636, Guillaume Courtet, trois autres prêtres et deux laïcs réussissent à s’embarquer en secret sur une jonque rachetée à un Japonais. Les trois prêtres sont Miguel Aozaraza et Antonio Gonzalez (Espagnols) et Vincente Shiwozuka de la Cruz (Japonais). Un des deux chrétiens laïcs est Lorenzo Ruiz, père de trois enfants, qui fuit (vraisemblablement innocent) la justice espagnole. L’autre est « Lazare » de Kyoto, un lépreux japonais expulsé de son pays en raison de sa maladie et de sa religion.
Au sortir de la baie, une bourrasque mit à mal ce navire dont l’équipage avait probablement été recruté hâtivement. Il dut relâcher dans une île pour réparer les avaries et repartir quelques jours après.
C’est un mois plus tard, le 10 juillet 1636, que le père Courtet et ses cinq compagnons débarquèrent le plus discrètement possible sur une île de l’archipel de Ryukyu. La mission dont le détail est mal connu dura moins d’un mois et demi. Malgré les précautions des chrétiens locaux, le groupe fut repéré et arrêté. Emprisonnés à Kagoshima, ils vont rester enfermés durant un an dans l’attente du procès avant d’être transférés à Nagasaki en septembre 1637.

### Le but du voyage
L’horreur et la durée des tortures infligées durant deux semaines pour tenter d’obtenir une apostasie publique sont difficiles à évoquer. Guillaume eut à subir le supplice de l’eau (ingurgitée et régurgitée de force de multiples fois), celui des alènes (grosses aiguilles enfoncées entre chair et ongle dans tous les doigts des mains), ceux de la potence et de la fosse asphyxiante. Guillaume résista sans faillir. Au matin du 27 septembre 1637, il fut retiré vivant de la fosse. Désespérant d’atteindre leur but, les juges firent décapiter les trois qui survivaient. Le père Courtet mourut vraisemblablement le dernier. Son corps, comme celui de ses cinq compagnons, fut aussitôt brûlé et les cendres dispersées sur la mer.
Les témoins ne manquaient pas à ces supplices publics. En 1650, les dominicains de Manille établirent un mémoire contenant une liste de 104 témoins portugais (le port de Nagasaki entretenait encore des échanges commerciaux avec l’Occident). Ce sont ces témoins qui ont rapporté le récit des tortures. C’est aussi grâce à eux que nous connaissons certaines des paroles des seize martyrs de Nagasaki.
Le père Courtet lui-même, au milieu des tourments, précisa la motivation des missionnaires. Il nous est en effet rapporté que les bourreaux s’étonnant qu’ils soient venus au Japon alors qu’ils ne pouvaient pas ignorer le sort qui les attendait, « le P. Guillaume ayant entendu, conjura les assistans de dire de sa part aux juges qu’ils n’estoient pas si ennemis de la vie que le désir de mourir les eût conduit au Japon ; que le but de leur voyage n’estoit pas d’y laisser la vie mais d’y prescher l’Évangile de Jésus-Christ vray Dieu ».

## Sérignan et son martyre à travers les siècles
Le martyre de la fin septembre 1637 n’a probablement été connu en Languedoc que plus d’un an après (la nouvelle n’est parvenue à Manille que le 27 décembre 1637). Mais celle de son départ pour le Japon y avait vraisemblablement préparé ses proches. Elle est en tout cas connue en 1641 lorsque les étudiants en théologie du couvent dominicain de Béziers lui dédient leur thèse.
Le souvenir et la vénération de Guillaume se sont exprimés de bien des manières dans sa ville natale au cours du siècle qui a suivi son martyre. La croix devant l’entrée de l’église semble avoir été érigée en son honneur. À défaut de documents écrits, une étude récente sur la fréquence de son prénom semble l’attester. Celle-ci, comparée à celle de 6 autres paroisses du diocèse de Béziers, a augmenté significativement de 70 % chez les mariés à Sérignan entre 1666 et 1760. Cela laisse supposer un quasi-doublement de cette fréquence chez les baptisés des trois générations qui ont suivi l’annonce du martyre (une proportion notable des mariés n’ayant pas été baptisée à Sérignan).
Cette même étude montre qu’au bout d’un siècle la fréquence du prénom Guillaume dans sa ville est revenue se fondre avec celles des autres paroisses. Cette moindre référence n’est pas significative d’oubli. Mais le souvenir s’est probablement réduit à un cercle plus restreint de fidèles sérignanais. Le bouleversement de la révolution n’a pu qu’y rajouter.
Parallèlement le souvenir et la vénération se transmettaient dans différentes branches de sa famille comme en témoignent les tableaux qu’elles en firent exécuter durant les siècles suivants et dont le dernier en date semble être celui réalisé par le peintre Roudès en 1856, connu sous l’appellation du « portrait en mandarin ».

## Le vénérable deLacordaireet de Tarniquet
C’est vers le milieu du XIXe siècle (époque propice à la redécouverte des racines et du patrimoine) que semble rejaillir la popularité du père Courtet. Plusieurs personnes vont y contribuer. Le père Lacordaire gardait une vénération privilégiée pour Guillaume : une gravure de son martyre était au-dessus de son prie-Dieu à Sorèze. Son décès en 1861 l’empêchera d’écrire la biographie de son frère de robe dont il souhaitait vivement la canonisation.
Le contexte aida aussi à ranimer la cause. L’Église dès 1831 essaya de renvoyer des missionnaires au Japon. Une première tentative réussit en 1844. Quelques années plus tard, le Japon se rouvre (sous la pression internationale) aux échanges avec l’extérieur. On y redécouvre alors l’existence d’une communauté chrétienne qui avait vécu deux siècles et demi dans la clandestinité, sans prêtre, et qui avait su conserver et transmettre l’essentiel du message évangélique. Une mission est ouverte en 1859. Conjointement Pie IX, en 1862, canonisa les 26 premiers martyrs du Japon de 1597 et, en 1867, béatifia 205 autres de 1617.
C’est dans ce contexte que Jules Courtet (né en 1812), ancien sous-préfet et auteur d’ouvrages variés, publie en 1868, à Avignon, une monographie remarquablement documentée sur la vie du « vénérable » père Courtet.
En 1890, le chanoine Tarniquet, curé de Sérignan, redécouvre l’histoire de Guillaume en compulsant les archives de sa paroisse pour écrire une notice sur la collégiale. Il reçoit de son évêque l’exemplaire de la « photographie » (de la gravure) provenant de la cellule du père Lacordaire. Il entreprend alors, la rédaction de ce qui va devenir un véritable livre. Et à la mi-novembre 1891, c’est Mgr Anatole de Cabrières, l’évêque de Montpellier, qui vient à Sérignan présider un triduum solennel, trois jours de conférences et de célébrations, dans une collégiale pavoisée, relatés en détail dans un ouvrage de l’abbé Bérail.

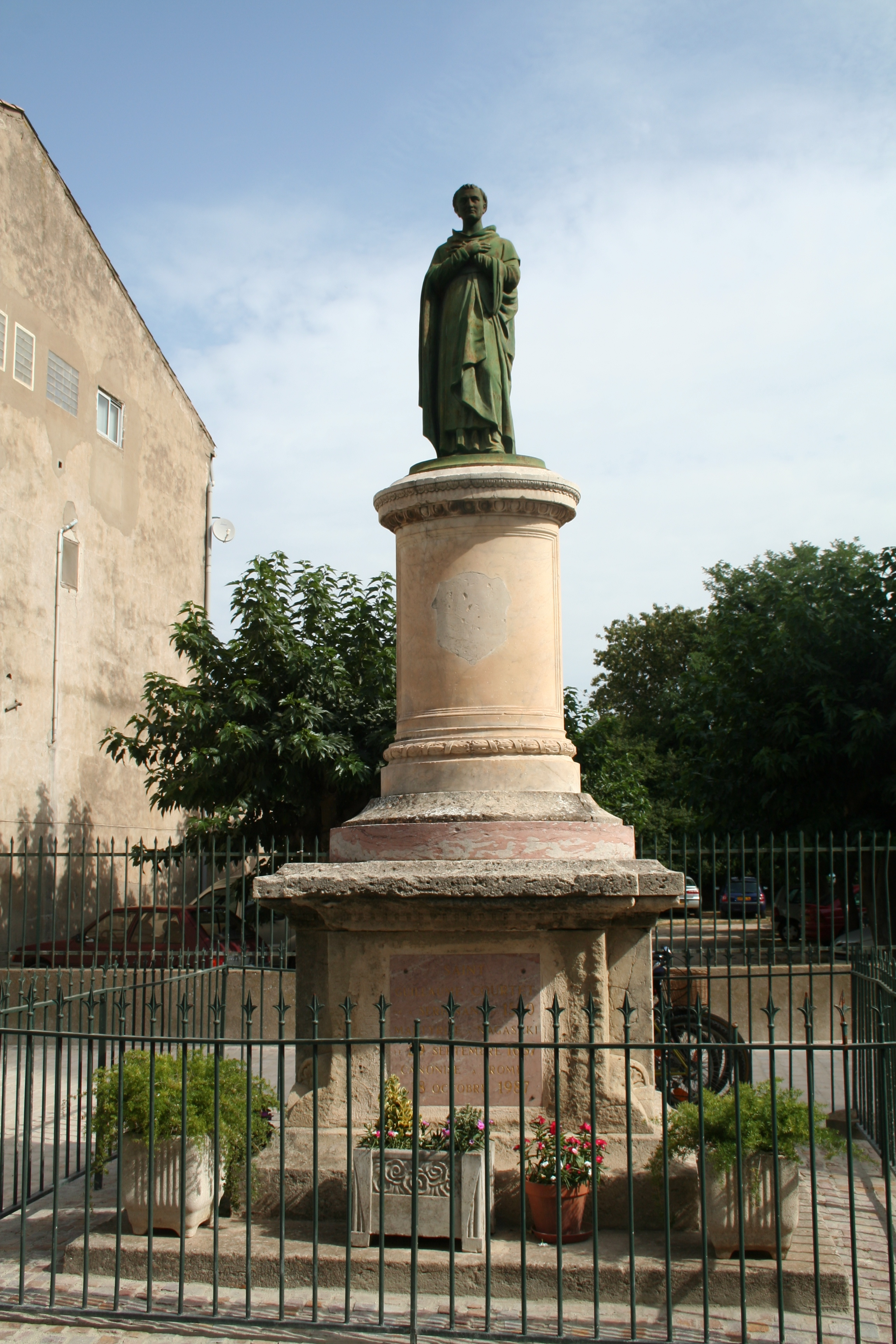
Statue de Guillaume Courtet

La statue qui se trouve toujours sur la place de l’église (aujourd’hui baptisée place St-Guillaume Courtet) a été érigée en 1894, à l’initiative du chanoine Tarniquet et avec la participation des paroissiens et des familles du martyr. Le fût de la statue est un élément récupéré sur le tombeau de la famille de Lort (sur les photos d’époque leur blason est encore reconnaissable mais il n’en subsiste plus que la trace aujourd’hui).
Il semble qu’à ce premier regain ait succédé une nouvelle tiédeur dans les manifestations solennelles en l’honneur du père Courtet. Les difficultés entre l’Église et l’État à la charnière des XIXe et XXe siècles ont pu y contribuer : la statue érigée en 1894 n’est-elle pas encore cent ans plus tard dressée sur une minuscule parcelle privée de 10 ares ?

## Le bienheureux du père Estournet
Après les deux grands conflits mondiaux, la cause canonique de Guillaume va repartir. Joseph Estournet vient d’être nommé curé de Sérignan et il va être, entre autres belles œuvres, le grand artisan de la béatification.
Comme son lointain prédécesseur Tarniquet, Joseph Estournet ne connaissait pas le martyre de son compatriote lorsqu’il prit en charge la paroisse de Sérignan. Comme il l’a écrit : « La statue dressée sur le parvis de l’église avait bien attiré mon attention, mes paroissiens fidèles me transmettaient leur fierté de compter un martyr parmi leurs compatriotes ! En ce temps-là j’étais plus préoccupé d’évangéliser mes paroissiens de la terre que ceux qui n’avaient pas besoin de mon ministère, je le croyais ».
Mais par un dimanche d’été 1950, trois membres d’une famille, dont un tout jeune, vinrent le solliciter avec enthousiasme. « [Ils] crurent devoir s’excuser de n’être pas mes paroissiens. […] Quand mes visiteurs prirent congé, j’avais changé ma conviction ». Et Joseph Estournet se lança dans l’entreprise, créa une association, l’APAPEC (Association des Parents et Amis du Père Courtet), réveilla un peu les différentes familles et entreprit, aidé de « l’équipe sérignanaise » et de parents, l’immense travail d’accompagnement de la cause canonique.
Ce dossier rassemblait en effet au Vatican 16 martyrs du Japon entre les années 1633 et 1637. Ces martyrs étaient originaires de cinq pays différents (Espagne, France, Italie, Philippines, Japon) et, contrairement à Sérignan, la plupart des paroisses avaient oublié jusqu’à l’existence de leur martyr. Le père Estournet parcourut ainsi la planète pour faire renaître ou ranimer les souvenirs, rechercher des documents… Un ouvrage relatera peut-être un jour toute cette aventure peu connue aux dimensions multiples dans laquelle l’infatigable curé de Sérignan fut entouré de collaborateurs compétents, dévoués et généreux. Un des premiers événements publics marquants à Sérignan fut à la Toussaint 1963, la visite de Monseigneur Yamaguchi, évêque de Nagasaki.
Après plus de trente ans d’efforts, le père Estournet connut enfin le succès de son entreprise : le 18 février 1981, accompagné de son évêque et d’une vingtaine de fidèles il était au côté du pape Jean-Paul II, à Manille, pour la béatification de Guillaume et de ses compagnons martyrs, devant une foule bigarrée de plusieurs millions de personnes.

## Un saint de Sérignan pour tous
La cause qui avait duré plus de trois siècles et demi ne s’arrêta pas en chemin et c’est seulement six années plus tard que le chanoine Estournet concélébra avec le pape Jean-Paul II sur la place St-Pierre-de-Rome pour la canonisation : c’était le 18 octobre 1987. Plusieurs centaines de sérignanais et de parents avaient fait le voyage, guidés par le chanoine Estournet et Monseigneur Boffet, évêque de Montpellier, accompagnés de nombreux ecclésiastiques du diocèse sans oublier les représentants des différentes autorités locales et nationales.
Le premier martyr français au Japon est ainsi devenu le premier dominicain français dont la sainteté ait été proclamée par l’Église. La fête liturgique des 16 martyrs (Guillaume, ses cinq compagnons de voyage et de supplice et dix autres martyrs du Japon des années 1633 et 1634) a été fixée au 28 septembre.
Joseph Estournet est mort en 1993. Mais, par ses dernières dispositions, il laissait la porte ouverte sur l’avenir : Le « Centre St-Guillaume Courtet » qu’il avait intensément souhaité a été édifié en 1996 et inauguré le 14 septembre 1997 par Monseigneur Jean-Pierre Ricard, évêque de Montpellier. C’est un espace d’exposition, d'information, de formation, de recherche, de diffusion et d’échanges autour de la vie et de la spiritualité de St Guillaume Courtet et de ses compagnons. Il est situé à deux pas de la collégiale et animé par l’APAPEC.
Des liens se tissent entre les paroisses des différents martyrs pourtant fort éloignées sur la planète à travers la similitude de l’aventure (et souvent de la démarche personnelle) de leur saint. Des demandes de jumelage sont formulées. Celui qui signait ses lettres « Frère Guillaume Courtet » y est certainement favorable.

## Vénération
Béatifié par Jean-Paul II le 18 février 1981, Guillaume Courtet est un saint de l'Église catholique depuis sa canonisation en 1987 par le même pape. Il est fêté le 28 septembre. Il appartient au groupe des dits seize martyrs de Nagasaki.